# Psicologia de l'atenció
La Psicologia de l'atenció és la branca de la psicologia que estudia la relació entre l'atenció i la resta de processos psicològics bàsics.

## Definició d'atenció

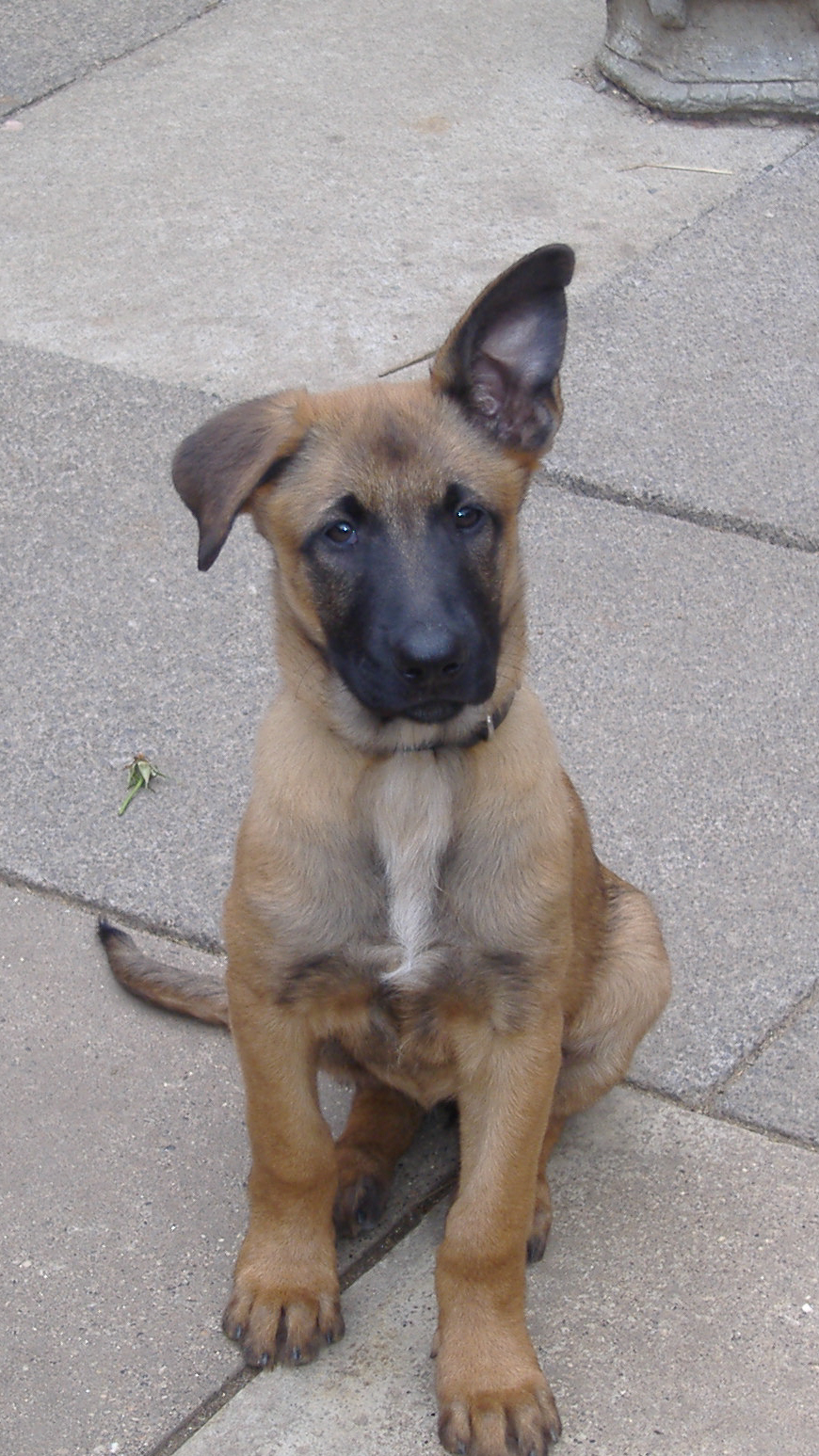
L'atenció primària es veuen més sovint en animals, en accions com per exemple aixecar les orelles.

L'atenció és el procés selectiu de la informació necessària, la consolidació dels programes d'acció susceptibles de ser escollits i el manteniment d'un control permanent sobre el curs d'aquests. Podem identificar 3 caractarístiques principals:
- Volum: nombre de senyals que es poden mantenir en el centre de la consciència
- Estabilitat: Permanència del flux de senyals
- Oscil·lacions de l'atenció: Caràcter cíclic dels processos atencionals.

A finals del segle xix, William James va distingir entre dos tipus bàsics d'atenció.

### Atenció primària
És el reflex d'orientació, és a dir, la resposta fisiològica (augment del ritme cardíac, etc.) davant un estímul intern o extern que atrau la nostra atenció de forma involuntària.

### Atenció secundària o voluntària
També coneguda com a atenció selectiva, només és inherent en l'ésser humà, ja que és ell qui decideix la direcció, orientació i intensitat. Podríem entendre-la com la propietat selectiva de la percepciója que és l'organisme qui controla l'elecció d'estímuls, que a la vegada influiran sobre la conducta.

## Bases neurofisiològiques de l'atenció
Una atenció òptima només pot assegurar-se via un estat de vigília al córtex que compti amb el millor nivell d'excitabilitat. Aquest to o arousal l'assegura la formació reticular.
La Formació reticular és una xarxa massiva de neurones situada en la part inferior i ventral del tronc encefàlic. Comença a la part superior de la medul·la espinal i va fins al tàlam a través del bulb raquidi. Una de les funcions bàsiques de la formació reticular és la d'alertar l'escorça cerebral per tal que rebi informació sensorial, i ho fa a través de dues vies:
- l'àrea de projecció sensorial
- la formació reticulada

La zona encarregada de rebre tota aquesta informació és la part frontal del còrtex.

## Models

### Atenció focalitzada
És el mecanisme mitjançant el qual podem aïllar una font d'estimulació a pesar de rebre'n d'altres de forma secundària. Aquest model s'ha centrat en dos principals problemes:
- Com el sistema nerviós aconsegueix mantenir separats dos fluxos diferents d'informació.
- Perquè es treballa amb únic missatge.

#### Model de Filtre de Broadbent
Daniel Broadbent va elaborar aquest model a partir de dos tipus d'estudis:
- Estudis de bloqueig neurofisiològic: Experiències prèvies que describien el bloqueig que pateixen les neurones sensorials quan l'atenció està fixada en un altre lloc.
- Estudis sobre tasques d'audició dicòtica: Quan es presenten dos missatges simultanis els subjectes troben més difícil separar-los quan no hi ha diferències físiques (mateixa veu o mateixa oïda) que quan existeixen aquestes diferències.

Aquests resultats sobretot ens mostren que l'atenció fa de filtre de selecció de la informació que ens arriba la qual es processarà cognitivament de manera més intensa. Broadbent però partia de la idea que el sistema nerviós té una capacitat limitada i ha de tenir un filtre selectiu per evitar la sobrecàrrega d'informació. Els seus treballs demostraven que:
- La selecció no era a l'atzar.
- Que l'atenció selectiva operava entre la memòria sensorial i la memòria operativa.
- Com que únicament parlem d'informació de les memòries sensorials, només es pot basar en informació de tipus físic.

Tot i així, aquesta teoria presenta alguns serrells que no quedaven explicats com perquè podem identificar el nostre nom enmig d'una conversa a la qual no prestem atenció.

### Atenció Atenuada
Segons Anne Treisman la informació a la qual no prestem atenció no fa de filtre sinó que queda atenuada. Per tant, Treisman parla d'un filtre més flexible i no únicament basat en la memòria sensorial, sinó que pot anar des d'una anàlisi simplement física fins a una anàlisi de significat complex. Aquest model permet explicar fenòmens com la facilitat d'entendre la nostra llengua enmig de missatges emesos en una altra llengua.

### Selecció tardana
Deutsch i Deutsch (1963) canvien, bàsicament, la localització de la memòria operativa, assegurant que tots els estímuls que arriben a la memòria a la memòria sensorial, són dipositats en la memòria a curt termini que és el lloc on es selecciona la informació i on la rebutjada és eliminada.

## L'atenció com a quantitat de capacitat
És la que permet explicar la possibilitat de realitzar dues tasques diferents alhora. Els factors que ho determinen, no tan sols és la complexitat, sinó que és:
- La similitud entre les tasques: És més senzill realitzar dues tasuqes quan aquestes són ben diferents.
- La pràctica: Permet reduir el nombre de recursos de processament que han d'estar disponibles per realitzar una activitat.
- La dificultat d'una tasca: A part de la dificultat intrínseca, també es pot augmentar dificultat pel fet de fer-les de forma simultania.

### Models de capacitat central
Es basen en el fet que dues tasques es poden realitzar de forma simultània sempre que la quantitat de recursos sigui inferior a la quantitat de recursos que disposa, el qual depèn de l'arousal. En aquest sentit, segons Kahneman (1973) hi influïren:
- Les disposicions genètiques.
- Les intencions momentànies: La nostra voluntat.

### Model de recursos específics
Es basen en la idea que no és tan important la suma de recursos disponibles sinó el tipus de recursos específics necessaris per a cada activitat.

## Activació i atenció
Aquesta hipòtesi prediu que, segons augmenta el arousal de la somnolència cap a l'alerta, hi ha un progressiu augment de l'eficiència (eficàcia) de l'execució. No obstant això, si el arousal continua el seu increment més enllà de l'alerta, fins a un estat d'alta excitació, es produeix un detriment progressiu en l'execució de la tasca. La teoria de la U invertida suggereix que les conductes estan activades i dirigides cap a alguna classe d'equilibri o estat òptim, és a dir, que a mesura que augmenta l'activació augmenta el rendiment, però que aquest increment s'estén fins a arribar a un punt d'inflexió, a partir del qual qualsevol augment de l'activació comporta un deteriorament en l'execució de la tasca.

## Trastorns de l'atenció
- Trastorns purs
  - Hipoprosèxia: Defineix el dèficit d'atenció, i quan aquest és total parlem d'aprosèxia. Hi ha 3 situacions clíniques primordials que poden conduir a estats hipoprosèxics: l'apatia, la falta d'interés en depressió i esquizofrènia i el dèficit intel·lectual propi del retard mental i les demències, i per acabar qualsevol trastorn del nivell de vigilància.
  - Pseudoprosèxia: Aparent falta d'atenció per tenir-la localitzada en un altre lloc.
  - Hiperprosèxia: Augment de l'atenció, que fa que es salti d'un tema a un altre, provocant un excés de mobilitat. és típica dels quadres maníacs.
- Hiperactivitat: Va molt lligada, i així ho reconeix el DSM-IV[3] a un dèficit d'atenció combinat amb impulsivitat i hiperactivitat.

## Rehabilitació cognitiva
La rehabilitació cognitiva és un procés a través del qual la persona amb lesió cerebral treballa juntament amb professionals del servei de la salut per posar remei o alleujar els dèficits cognitius que sorgeixen després d'una afectació neurològica
La rehabilitació cognitiva s'ha de sustentar en un marc teòric d'intervenció que ens ajudi a determinar components de les capacitats cognitives i establir l'ordre de jerarquia a seguir en la realització de les diferents tasques. Els models derivats de la neuropsicologia cognitiva concebeixen el cervell com un sistema de processament de la informació, i generen models d'aquest processament per cada funció cognitiva. Des d'aquest model, podem descompondre les capacitats cognitives en els diferents subsistemes que la configuren, així com tenir en compte la interdependència dels diferents processos cognitius, ajudant-nos a establir un ordre de prioritats que optimitzi els resultats de la rehabilitació.
Pel que fa a les estratègies a utilitzar, tres són els mecanismes: 
- L'entrenament es basen en el fet que l'atenció es pot millorar amb la utilització d'exercicis que estimulin els diferents processos atencionals (restauració).
- Pel que fa a la rehabilitació dels processos de memòria, la restauració ha demostrat pocs resultats favorables, i es recomana la utilització dels mecanismes de compensació i substitució segons els casos.
- L'ús de programes d'ordinador parteixen de la premissa que la repetició de diferents exercicis centrats en la funció cognitiva alterada al llarg del temps, permet la seva millora.